# 何祚镛
何祚镛（1927年2月—2013年7月），江苏南京人，祖籍安徽望江。哈尔滨工程大学教授。1951年毕业于复旦大学物理系。历任哈尔滨军事工程学院讲师，哈尔滨船舶工程学院副教授、教授、水声教研室主任。著有《声学基础》（军工学院1962年出版），《声学理论基础》（国防工业出版社1981年出版），《结构振动与声辐射》（哈尔滨工程大学出版社2001年出版）。